# Percy John Daniell
Percy John Daniell (Valparaíso, Chile, 9 de janeiro de 1889 – 25 de maio de 1946) foi um matemático britânico nascido no Chile. Em uma série de artigos publicados entre 1918 e 1928, desenvolveu uma teoria generalizada da integração e diferenciação, conhecida atualmente como integral de Daniell. Na área da integração também trabalhou sobre resultados que levaram ao teorema da extensão de Kolmogorov na teoria de processos estocásticos, independentemente de Andrei Kolmogorov. Foi palestrante convidado do Congresso Internacional de Matemáticos em Estrasburgo (1920).
Daniell nasceu em Valparaíso, Chile. Sua família retornou para a Inglaterra em 1895. Daniell frequentou a King Edward's School (Birmingham) e seguiu para o Trinity College (Cambridge) (onde foi o último Senior Wrangler em 1909). Durante um ano foi lecturer na Universidade de Liverpool e foi então indicado para o novo Rice Institute em Houston, Texas. O Rice Institute concedeu-lhe uma dispensa de um ano na Universidade de Göttingen, estudando com Max Born e David Hilbert. Daniell permaneceu em Rice de 1914 a 1923, retornando então para a Inglaterra em uma cátedra na Universidade de Sheffield. During a Segunda Guerra Mundial Daniell assessorou o Ministério do Abastecimento britânico. A tensão do trabalho durante a guerra teve um forte impacto sobre sua saúde. Morreu em 25 de maio de 1946, depois de um colapso em sua casa algumas semanas antes.